# 56A villamos (Budapest)
A budapesti 56A (56ᴬ) jelzésű villamos Hűvösvölgy és a Móricz Zsigmond körtér között közlekedik. A viszonylatot a Budapesti Közlekedési Zrt. üzemelteti.

## Története
1981. október 22-étől a Széll Kálmán (akkor Moszkva) tér és Hűvösvölgy közötti pályafelújítási munkálatok miatt az 56-os villamos megosztott útvonalon, 56A jelzéssel a Széll Kálmán tér felől, 56B jelzéssel pedig Hűvösvölgy felől Budagyöngyéig közlekedett. 1982. szeptember 18-án a felújítás befejeztével megszűntek, majd 1983. június 13. és 19., illetve november 8. és 24. között ismét közlekedtek.
2016. január 16-ától a budai fonódó villamoshálózat átadásával ismét közlekedik 56A villamos Budapesten, a Móricz Zsigmond körtér és Hűvösvölgy között a Szent Gellért tér, a Krisztina tér és a Széll Kálmán tér érintésével.
2016. június 16-ától augusztus 28-áig csak Hűvösvölgy és Rudas Gyógyfürdő között közlekedett pályafelújítás és villamosmegállóhely-peron építése miatt.
Pályafelújítás miatt 2017. május 27-étől augusztus 20-áig csak a Szent János Kórház és a Móricz Zsigmond körtér között közlekedett.
A Krisztina körúti vágányfelújítások miatt 2017. augusztus 21-től szeptember 22-ig közlekedése szünetelt.
2017. szeptember 25-étől a járaton engedélyezett a kerékpárszállítás.
2018. július 14-étől augusztus 5-éig, valamint 2019. július 6-ától július 28-ig a Szabadság híd hétvégenkénti lezárása miatt újra Kelenföld vasútállomásig közlekedett a 49-es villamos pótlása miatt.

## Járművek
A vonalon ČKD–BKV Tatra T5C5K2M típusok, valamint 2023. június 17-től CAF Urbos 3 típusú villamosok is közlekednek. A villamosokat a Budafok kocsiszínben, a Kelenföld kocsiszínben és a Szépilona kocsiszínben tárolják.

## Útvonala
| Móricz Zsigmond körtér felé |
| Hűvösvölgy vá. – Hűvösvölgyi út – Völgy utca – Alsó Völgy utca – Versec sor – Hűvösvölgyi út – Szilágyi Erzsébet fasor – Széll Kálmán tér – Krisztina körút – Döbrentei tér – Szent Gellért rakpart – Szent Gellért tér – Bartók Béla út – Móricz Zsigmond körtér – Móricz Zsigmond körtér vá. |
| Hűvösvölgy felé |
| Móricz Zsigmond körtér vá. – Móricz Zsigmond körtér – Bartók Béla út – Szent Gellért tér – Szent Gellért rakpart – Döbrentei tér – Krisztina körút – Széll Kálmán tér – Szilágyi Erzsébet fasor – Hűvösvölgyi út – Versec sor – Alsó Völgy utca – Völgy utca – Hűvösvölgyi út – Hűvösvölgy vá. |

## Megállóhelyei
Az átszállási kapcsolatok között az 56-os villamos nincsen feltüntetve!
| 0  | Hűvösvölgy végállomás               | 32 | 29, 57, 63, 64, 64A, 64B, 157, 157A, 164, 164B, 257, 264 59B, 61 Gyermekvasút | Gyermekvasút |
| 2  | Heinrich István utca                | 30 | 59B, 61 | Magyar Szentföld-templom |
| 3  | Völgy utca                          | 28 | 59B, 61 | Palotás Gábor Általános Iskola                                                                                                  |
| 4  | Vadaskerti utca                     | 27 | 59B, 61 | |
| 5  | Nagyhíd                             | 26 | 59B, 61 | |
| 6  | Zuhatag sor                         | 25 | 59B, 61 | |
| 8  | Kelemen László utca                 | 24 | 29, 129 59B, 61 | Babérliget Általános Iskola és Alapfokú Művészeti Iskola, Fürkész Innovatív Általános Iskola, IBS Nemzetközi Üzleti Főiskola    |
| 9  | Akadémia                            | 23 | 129 59B, 61 | |
| 11 | Budagyöngye                         | 22 | 22, 22A, 129, 222, 291 59B, 61 781, 782, 783, 784, 785, 786, 787, 789, 791, 793, 794, 795                                                                                               | Budagyöngye Bevásárlóközpont, Szépilona kocsiszín                                                                               |
| 12 | Nagyajtai utca                      | 20 | 91, 129 59B, 61 | |
| 14 | Szent János Kórház                  | 19 | 22, 22A, 91, 128, 129, 155, 156, 222 59, 59B, 60, 61 781, 782, 783, 784, 785, 786, 787, 789, 791, 793, 794, 795                                                                         | Szent János Kórház, Kútvölgyi kórház, Városmajori Gimnázium, SPAR                                                               |
| 15 | Városmajor                          | 18 | 5, 22, 22A, 91, 155, 156, 222 59, 59B, 60, 61 | Fogaskerekű végállomás, Körszálló, Városmajor kocsiszín                                                                         |
| 16 | Nyúl utca                           | 17 | 5, 91, 155, 156 59, 59B, 61 | Városmajori Szabadtéri Színpad                                                                                                  |
| 19 | Széll Kálmán tér M                  | 15 | 5, 16, 16A, 21, 21A, 22, 22A, 39, 91, 102, 116, 128, 129, 139, 140, 140A, 149, 155, 156, 221, 222 4, 6, 17, 59, 59A, 59B, 61 781, 782, 783, 784, 785, 786, 787, 789, 791, 793, 794, 795 | Metróállomás, Autóbusz-állomás, Városmajor, Budai Várnegyed, Nemzeti Média- és Hírközlési Hatóság, Nemzetgazdasági Minisztérium |
| 21 | Déli pályaudvar M                   | 13 | 17, 59, 59A, 59B, 61 21, 21A, 39, 102, 139, 140, 140A, 221 770 S10 S12 S30 G30 Z30 S34 S35 S40 Z40 S42 Z42 IC, sebesvonat, gyorsvonat, expresszvonat,                                   | Déli pályaudvar, Metróállomás, Országos Onkológiai Intézet, Vérmező, Pénzügyi Szervezetek Állami Felügyelete                    |
| 22 | Mikó utca                           | 11 | | Magyar Telekom székház, Orvosi rendelő, Vérmező                                                                                 |
| 23 | Krisztina tér                       | 9  | 5, 16, 105, 178, 210, 210B, 216 | Tabán mozi, Krisztinavárosi templom, Szilágyi Erzsébet Gimnázium                                                                |
| 25 | Dózsa György tér                    | 8  | 5, 16, 216 | Országos Széchényi Könyvtár |
| 26 | Döbrentei tér                       | 7  | 5 | Rác gyógyfürdő, Várkert Bazár                                                                                                   |
| 28 | Rudas Gyógyfürdő                    | 6  | 19, 41 7, 8E, 107, 108E, 110, 112 | Rudas gyógyfürdő, Erzsébet híd                                                                                                  |
| 30 | Szent Gellért tér – Műegyetem M     | 4  | 19, 41, 47, 48, 49 7, 107, 133E | Metróállomás, Budapesti Műszaki és Gazdaságtudományi Egyetem, Gellért Szálló és Fürdő, Szabadság híd                            |
| 31 | Gárdonyi tér                        | 2  | 19, 41, 47, 48, 49 7 | |
| 33 | Móricz Zsigmond körtér M végállomás | 0  | 6, 17, 19, 41, 47, 48, 49, 61 7, 27, 33, 33A, 58, 114, 213, 214, 240 | Metróállomás, Szent Margit Gimnázium, József Attila Gimnázium, BGSZC Öveges József Technikum és Szakképző Iskola, Feneketlen-tó |

## Galéria

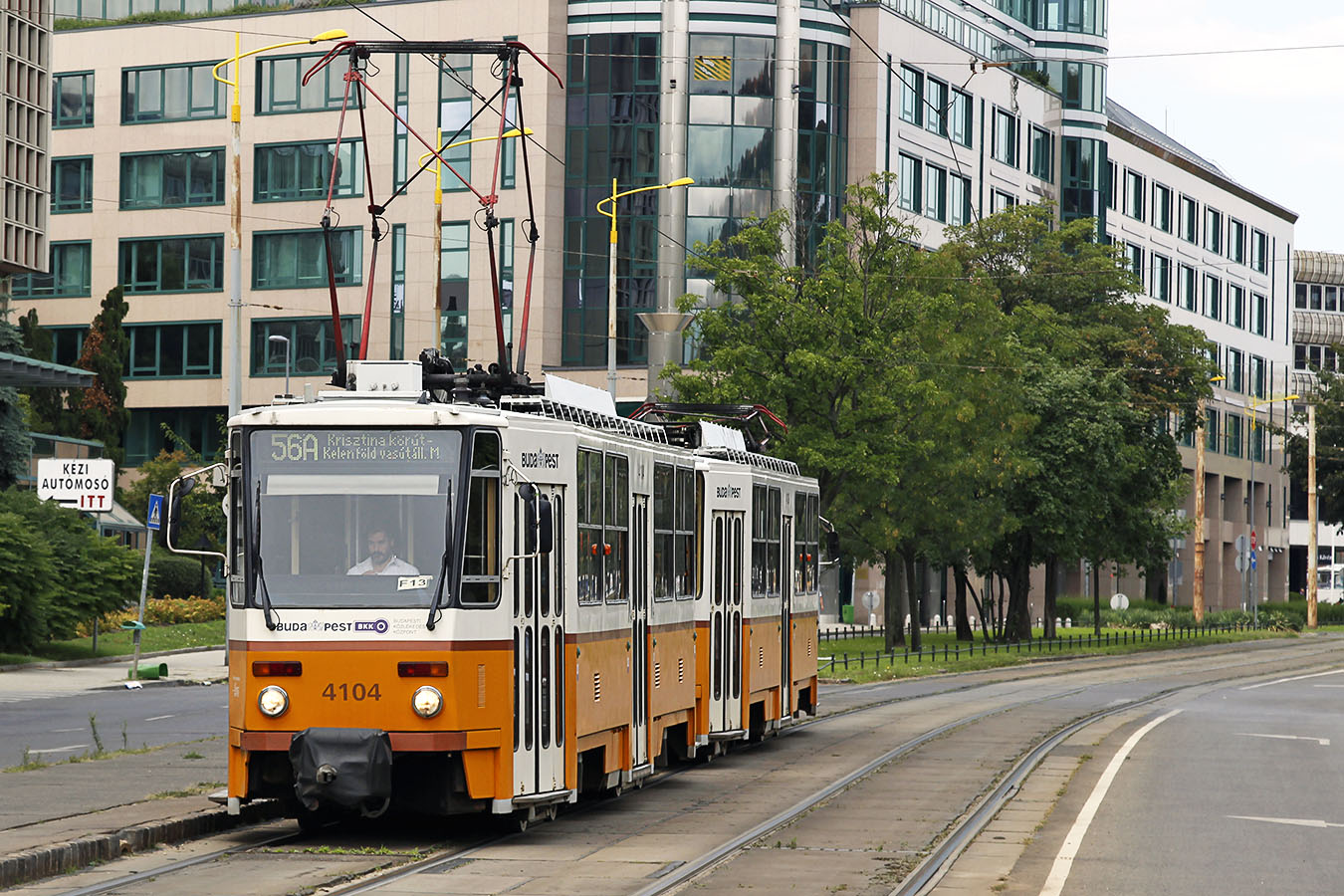
Tatra T5C5K2 a Mikó utcánál…
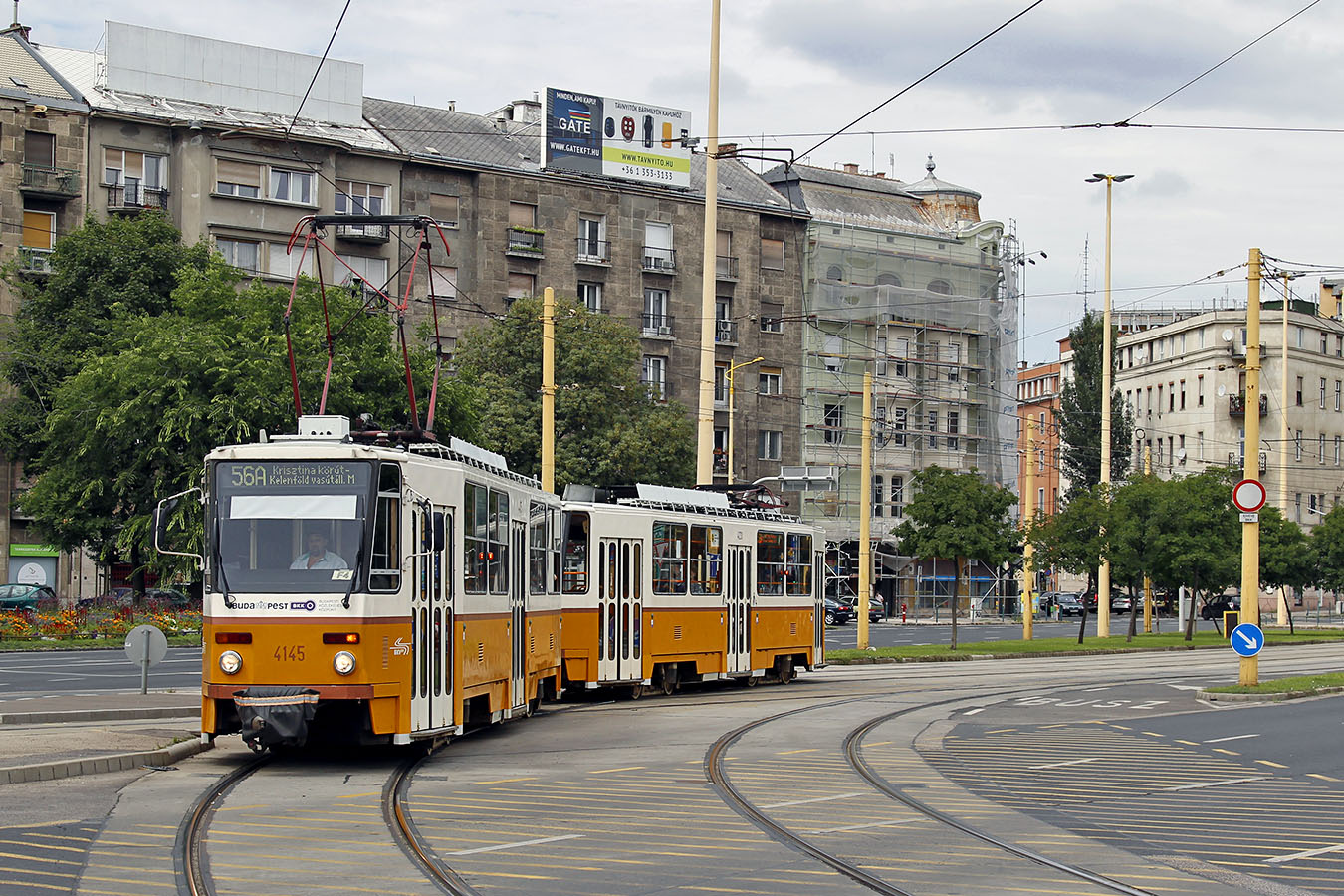
a Déli pályaudvarnál…
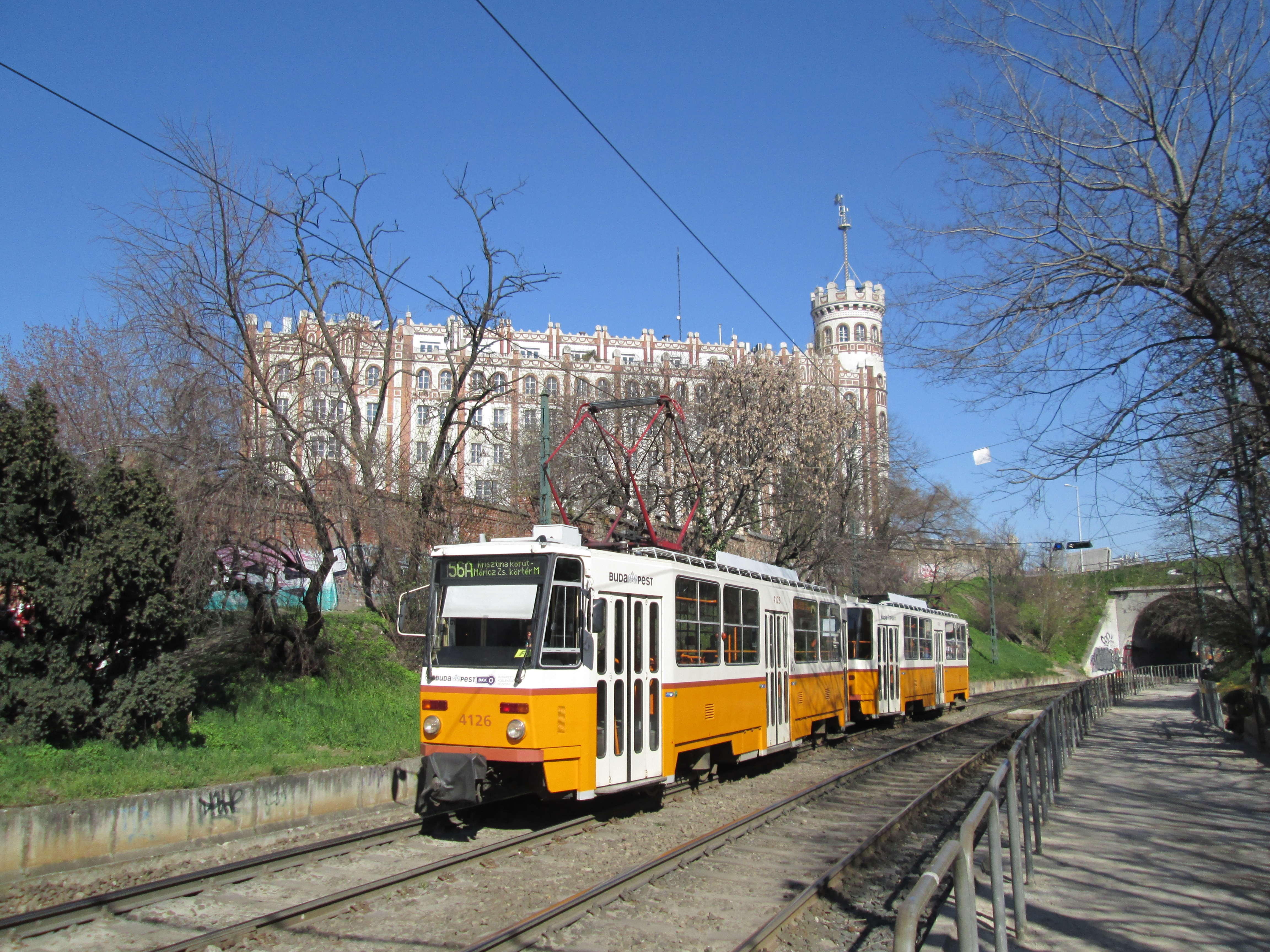
és a Vérmező úti alagútnál…
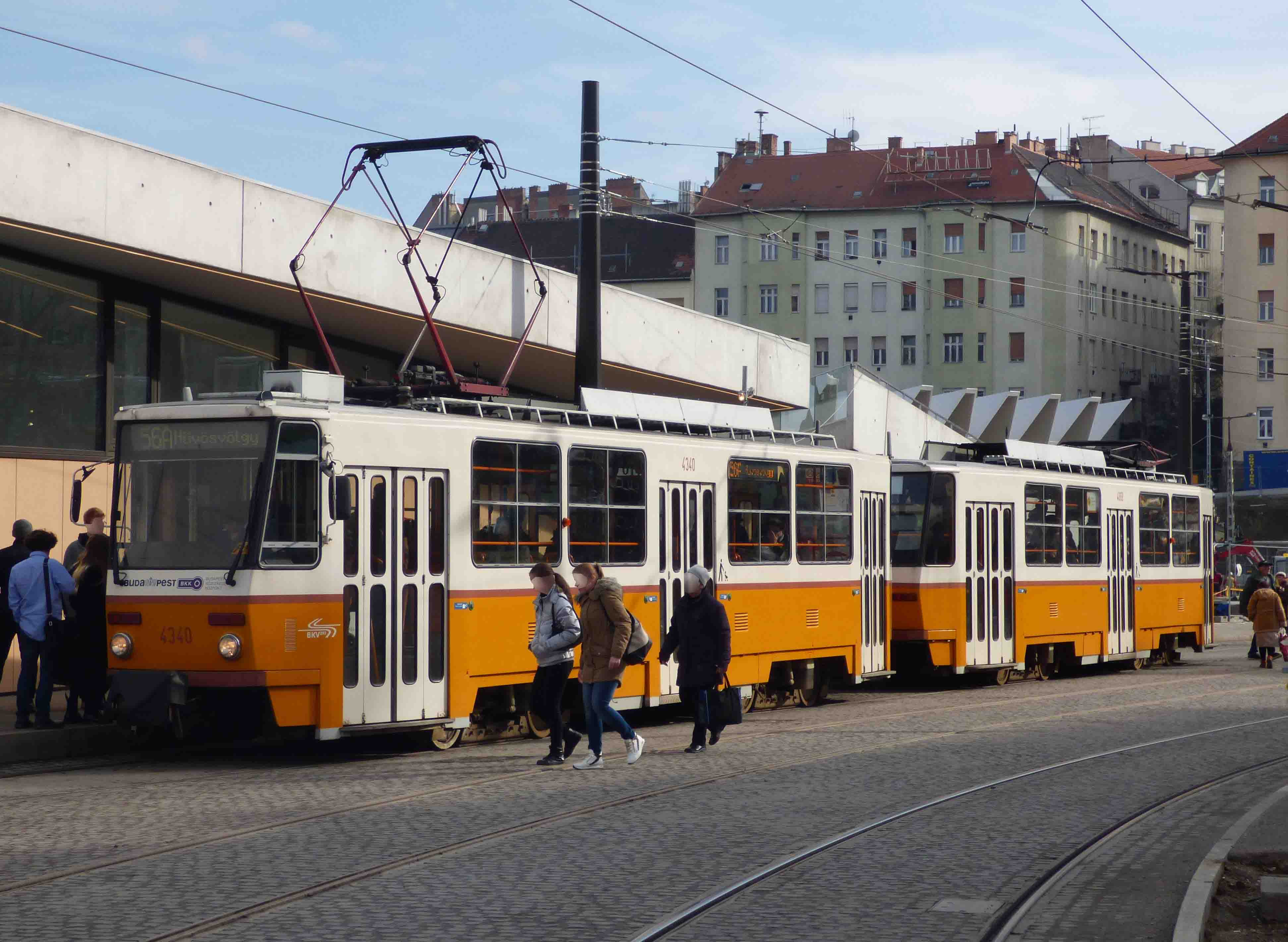
illetve a Széll Kálmán téren
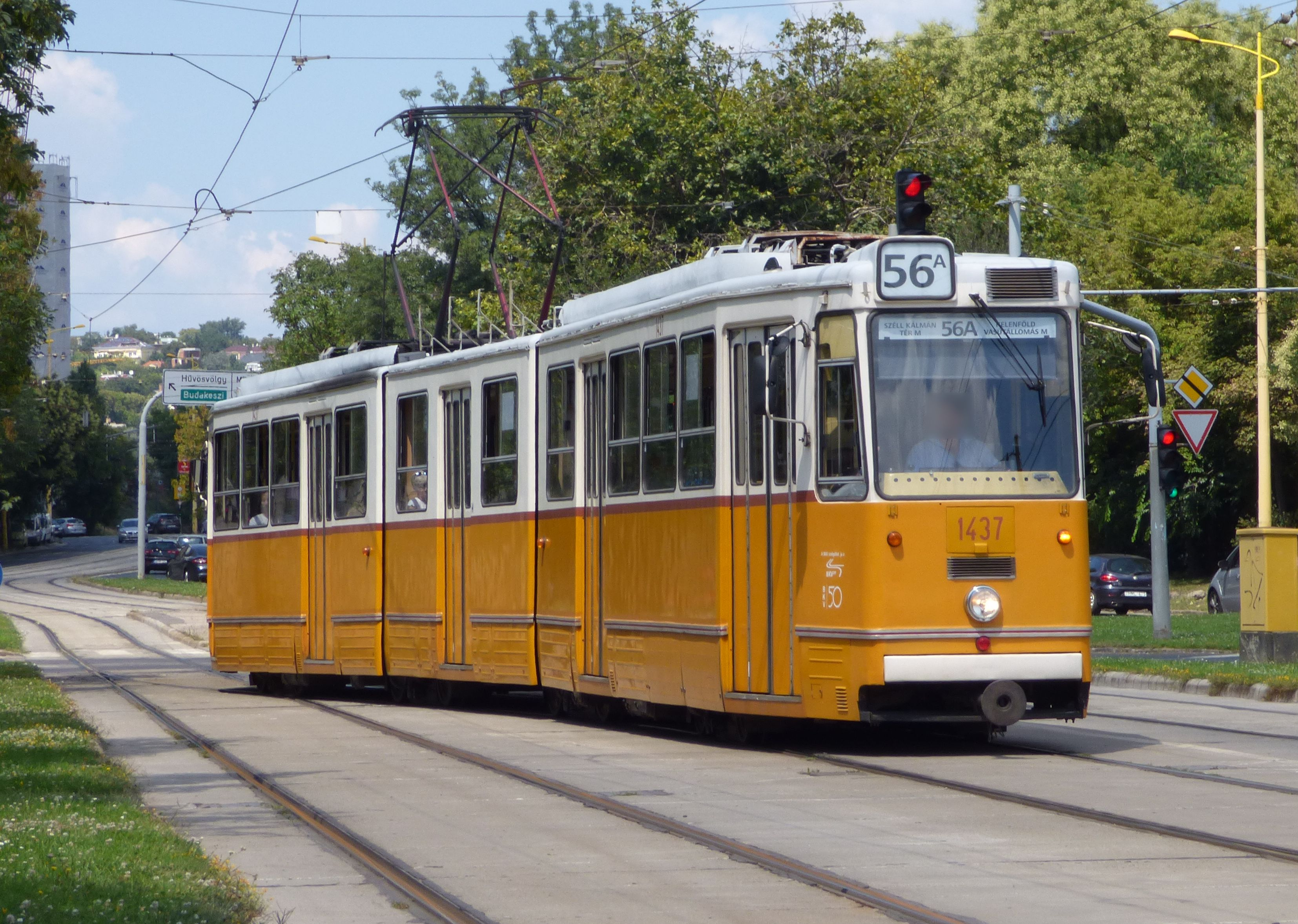
Ganz CSMG a Déli pályaudvar előtt